# Madachauliodes torrentialis
Madachauliodes torrentialis là một loài côn trùng trong họ Corydalidae thuộc bộ Megaloptera. Loài này được Paulian miêu tả năm 1951.